# Mario Santiago Papasquiaro
Mario Santiago Papasquiaro, nombre artístico de José Alfredo Zendejas Pineda (Mixcoac, Ciudad de México, 24 de diciembre de 1953-10 de enero de 1998), fue un poeta mexicano, autor de numerosos poemas pero que publicó poco en vida, fundador junto con Roberto Bolaño del movimiento infrarrealista.

## Biografía

### Infancia y juventud
Nació en «una clínica que ya no existe en la cerrada de Rafael Guillén en la delegacion Mixcoac» (Distrito Federal, México, en realidad se llama Guillain).
Según él mismo, escribía desde niño. Cambió su nombre a Mario Santiago (argumentando que José Alfredo solo había uno, José Alfredo Jiménez) y posteriormente a Santiago Papasquiaro en homenaje al lugar natal de José Revueltas).
Estudió un año filosofía en la Universidad Nacional Autónoma de México (UNAM), pero luego se retiró.
Antes incluso de que conociera a Roberto Bolaño, era muy amigo de los hermanos Cuauhtémoc y Ramón Méndez Estrada. Con este último asistió en 1973 al taller de poesía de Juan Bañuelos dictado en el Departamento de Difusión Cultural de la UNAM. A fines de ese año, no obstante, Mario Santiago protagonizó el primero de los diversos intentos de sabotaje que realizarían más adelante con los infrarrealistas, al intentar con Méndez despedir a Bañuelos del taller mediante la adquisición de firmas de los participantes.
Su primer recital fue ese mismo año de 1973 y de forma personal el 3 de mayo de 1974 en el Museo Nacional de San Carlos. «Tuve oportunidad de conocer a mis 19 años a José Revueltas y a Efraín Huerta en sus respectivas casas. Yo soy hijo de ellos. Por eso mi seudónimo de Santiago Papasquiaro, el pueblo de Durango donde nacieron los hermanos Revueltas. Hay dos camadas fundamentales para mí, la de los Revueltas y la de los Flores Magón. Yo también tengo una formación anarquista», comentó.
Durante 1974, todavía con su nombre original de José Alfredo Zendejas, continuó tomando talleres de poesía, aunque también tomó uno de narrativa dictado por Miguel Donoso Pareja, en el cual conoció a Juan Villoro y Chimal.
Mario Santiago mantenía correspondencia con Juan Ramírez Ruiz, poeta peruano fundador junto con Jorge Pimentel del Movimiento Hora Zero en 1970. En 1974 publicó un único número de la revista Zarazo 0: objeto gráfico palpable de pretensiones combustibles, que incluyó una sección completa sobre Hora Zero, incluyendo poemas de César Gamarra, Juan Ramírez Ruiz e Isaac Rupay. La revista también dedicó una sección al poeta beat Allen Ginsberg, además de incluir dibujos entrelazados con poesía, y algunas obras de jóvenes y desconocidos poetas de Ecuador, Perú y Reino Unido. Estos intereses literarios de Papasquiaro marcarían más adelante parte de las influencias del infrarrealismo.

### El infrarrealismo
A mediados de la década de 1970, Mario Santiago conoció al poeta chileno Roberto Bolaño en el Café La Habana, convirtiéndose pronto en amigos inseparables. En 1975, con éste y otros dieciocho jóvenes poetas, entre los que se encontraban Ramón Méndez Estrada y su hermano Cuauhtémoc, Bruno Montané, Rubén Medina, José Vicente Anaya, entre otros, fundaron el infrarrealismo, movimiento poético creado como una alternativa de vanguardia y ruptura con el establishment literario mexicano.
Por esos años se fue a vivir a la casa de los Méndez en la colonia San Rafael del D. F., muy cerca del Monumento a la Revolución. Durante esta primera etapa del movimiento, Mario Santiago participó en todas las publicaciones infrarrealistas. En 1976 apareció en la antología Pájaro de calor, ocho poetas infrarrealistas, prologada por el poeta Juan Cervera, y al año siguiente en la revista de un único número Correspondencia infra, revista menstrual del movimiento infrarrealista, la cual, con una escasa tirada de cinco mil ejemplares, incluye su poema «Consejos de un discípulo de Marx a un fanático de Heidegger», dedicado a Roberto Bolaño, Kyra Galván y Claudia Kerik, escrito en los tiempos en que Mario Santiago frecuentaba el taller de Alejandro Aura en la Casa del Lago del Bosque de Chapultepec, el cual trata precisamente sobre un parque, y que sirvió de inspiración para el título de la primera novela de Bolaño, viviendo ya en España: Consejos de un discípulo de Morrison a un fanático de Joyce, escrita a dúo junto con A. G. Porta. Los poemas de esta revista se caracterizan por su variedad estilística.
En 1977 dejó su ciudad natal para seguir a un amor no correspondido que se fue a vivir a Jerusalén. El viaje fue posible gracias a que su madre consiguió regalarle un pasaje para París, lo que le permitió también visitar esta ciudad y otras de Europa Occidental. Durante este viaje en 1978 visitó Viena y fue deportado, negándosele la entrada a dicho país hasta 1984.
También en 1977 Bolaño se fue a Barcelona, poco después que Bruno Montané hiciera lo mismo. Para Bolaño el infrarrealismo se acabó en ese momento, no sin antes dejar asegurada la publicación en México de una antología preparada por él y titulada Muchachos desnudos bajo el arcoiris de fuego. Once jóvenes poetas latinoamericanos, publicada en julio de 1979, el mismo año en que Mario Santiago regresó a Ciudad de México, reuniéndose con sus antiguas amistades y los infrarrealistas que todavía quedaban en la capital.
Así, junto a estos y otros nuevos amigos tales como Mario Raúl Guzmán y Rafael Catana, consiguió resucitar el movimiento, continuando como líder del grupo.

### Últimos años

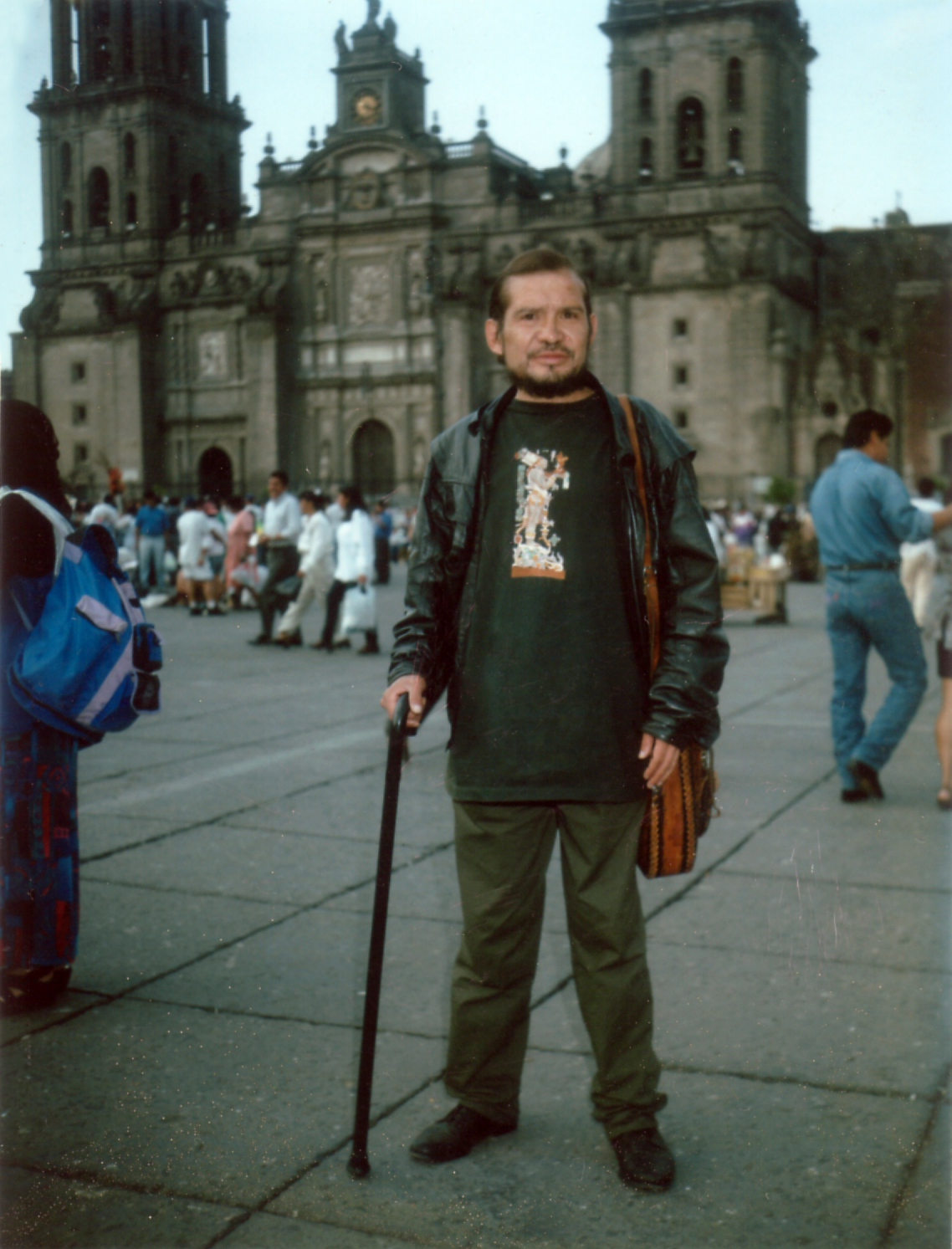
Mario Santiago en el Zócalo de la Ciudad de México, con su bastón luego del accidente.

Luego de su regreso de Israel, Mario Santiago aumentó su hermetismo y sus extravagancias literarias, hacía llamadas telefónicas por la madrugada a amigos y conocidos como Carla Rippey o Juan Villoro para leerles poemas, o escribía en distintas superficies, incluyendo las paredes de su casa. También aumentó el consumo de drogas y alcohol; en ocasiones se ponía agresivo y violento con quienes no eran sus amigos cercanos.
Otras prácticas que adoptó por entonces fueron las de desaparecer durante días de su casa, para realizar largas caminatas por la ciudad, o cruzaba las calles sin mirar a los lados por si venían vehículos. En 1980 fue atropellado por primera vez. Desde entonces caminaba apoyado por un bastón.
Esta misma práctica sería la causa de su muerte: fue atropellado fatalmente el 9 de enero de 1998, y falleció en el hospital la madrugada del día siguiente. El 7 de enero de 1998 fue la última vez que vio a su pareja, Rebeca López, con quien había quedado de reunirse el lunes 12 de la semana siguiente. Al no acudir a la cita, Rebeca llamó a hospitales y delegaciones de Ciudad de México, donde,  el 14 de enero se enteró de la noticia del deceso.
En el funeral hubo pocos asistentes, debido en parte a lo súbito de la noticia y a que Rebeca no alcanzó a avisar a muchas personas. Juan Villoro le publicó una necrológica en el periódico. Villoro recibió una carta de Vicente Quirarte en la que expresaba su consideración por Papasquiaro como un poeta. Roberto Bolaño se enteró de la noticia un poco después.

## Estilo
Sus poemas son creaciones complejas y altamente metafóricas, eruditas y con referencias constantes a la percepción, los viajes y las caminatas.[cita requerida] Mario Santiago redactó sus poemas buscando también la estética de los signos como los caligramas de Guillaume Apollinaire.

–¿Es la poesía necesariamente  molesta, transgresora?
–A las moscas les pica la luz, a las lagartijas las calienta. La Poesía es psilocibina ardiente. Cantar Sympathy for the Devil a la luz de la luna más hiena. Exactamente como dijera el poeta eléctrico Michel Bulteau: "Arrodillarse en la boca crispada de las hadas".

Los testimonios que recientemente recogió la audiorevista Nomedites número 8, dedicada al infrarrealismo coinciden en la entrega absoluta a la escritura, su talento pleno que "sacudió la pazgüatería de la poesía mexicana" y en la originalidad, pureza y creatividad de su estilo y la dificultad de trato en ciertas ocasiones por su carácter rebelde y retador. "Yo creo que estamos ante un poeta de dimensiones incalculables (...) había en él siempre un sentido de la provocación(...) te insultaba por elogiar sus poemas (...) era el testigo más incómodo de su propia poesía (...) hay poesía suya de altísimo nivel", recuerda Juan Villoro.

## Obra
Sus poemas fueron recopilados en Aullido de cisne, que vio la luz en 1996 en una pequeña editorial creada por Santiago y en la que editó cinco libros, incluido el suyo, de poetas infrarrealistas. Mario Santiago dijo que este libro es "...una leve probada de poemas (59) escritos entre 1979 y 1992, quizás apenas un 10 por ciento de lo que he garabateado desde 1973 hasta la fecha: aparte de aquello que se hayan tragado el cielo y el mar. Los diablitos chimuelos lo hubieran querido ver enterrado, pero aquí está el tridente de su vuelo"
Su viuda, Rebeca López García, y el escritor Mario Raúl Guzmán elaboraron la antología Jeta de Santo en 2008. Publicado por el Fondo de Cultura Económica España, reúne una selección de 161 poemas, de entre aproximadamente 1.500, escritos en los años 1974-1997. Según explica Guzmán en el prólogo, el título se lo sugirió el propio Mario Santiago. El mismo año apareció la antología Respiración del laberinto, selección más pequeña prologada por los escritores Bruno Montané, Juan Villoro, Diana Bellessi, Homero Carvhalo, Pedro Damian, Tulio Mora y Joseantonio Suárez en dependencia del país donde ha sido publicada.
Sus textos «Devoción cherokee» y «Oración de abril» han sido musicalizados por Arturo Meza.
En el último poema que escribió, Mario Santiago alude a La Hija de los Apaches, una pulquería de la colonia Romita en la Ciudad de México, atendida por el jicarero y ex-boxeador Epifanio Pifas Leyva. En ella hay pegados en sus paredes antiguas fotografías de boxeadores. En 2005 fue develada una placa en el lugar con el poema.

## Un detective salvaje
Roberto Bolaño en una carta a su amigo de México, D. F. Juan Pascoe, le comenta:

«...he descubierto que TODO mi teatro lo he realizado para que Mario Santiago haga el papel principal, para que él haga mi papel, protagonice mis sueños, ¿bonito, no?».
Roberto Bolaño

Bolaño lo convirtió en uno de los protagonistas de su novela Los detectives salvajes, encarnándolo en el personaje de Ulises Lima, un poeta que como el hombre que lo inspiró se presenta como un aventurero y excéntrico, opositor de las formas tradicionales del literato vendido a las becas estatales y con una actitud snob. Tal postura le granjeó enemigos por doquier por su sinceridad y crítica abierta ante formas inferiores u oficiales de poesía o poetas, y que le ha segregado de cualquier tipo de reconocimiento hasta el día de hoy y a llevar un veto permanente aún después de la muerte. La representación literaria de su persona parece no estar alejada de la realidad, por los testimonios escritos y orales que sus compañeros de armas han dado. 

"Me he enfrentado con "(José Emilio) Pacheco, con (Carlos) Monsiváis, a todos los conozco. Nadie me quiere dar trabajo (...) Sergio Mondragón me ha negado trabajo porque soy infrarrealista. Dicen que yo saboteo recitales. Dicen que los infrarrealistas golpeamos a la gente. Y los imbéciles alegan que yo no sé escribir. Puta madre. Yo soy l'ecrivain. Pero eso no importa".

Aunque lo que se dice de Mario Santiago Papasquiaro tiene algunos pincelazos de ficción, los puntos coincidentes en las descripciones que se hacen de él es la de una personalidad avasallante y un estilo de vida totalmente entregado a la creación literaria. Se carece de una biografía homogénea de Mario; lo que es innegable es la influencia decisiva en la obra de creadores posteriores —hay quienes lo reconocen y la mayoría no— y el importante legado disperso y sin recopilar —adicional a Aullido de cisne— dejado por Mario Santiago, que su expareja Rebeca López García ha recopilado.
Mario Santiago no alcanzó a leer Los detectives salvajes, pues murió atropellado un día después de que Bolaño acabara las correcciones de la obra.

## Publicaciones

### Libros
- 1995 - Beso eterno (plaquette, marzo; reeditado en 2009 por Lanzallamas Libros)[16]
- 1996 - Aullido de cisne. Ed. Al Este del paraíso.[17]

Póstumos
- 2008 - Jeta de santo. Antología poética 1974-1977. Ed. Fondo de Cultura Económica. Recopilación de Rebeca López y Mario Raúl Guzmán. ISBN 843-750-617-4.[18]
- 2008 - Respiración del laberinto.[16]

### En antologías
- 1976 - Pájaro de calor, ocho poetas infrarrealistas (Asunción Sanchís, Lora del Río)
- 1979 - Bolaño, Roberto. Muchachos desnudos bajo el arcoiris de fuego. Once jóvenes poetas latinoamericanos, 1.ª ed., México, Editorial Extemporáneos.

### En revistas literarias
- 1976 - Plural, n.º 61 (México, D. F., octubre)
- 1976 - Plural, n.º 63, «Seis jóvenes infrarrealistas mexicanos» (México, D. F., diciembre)
- 1977 - Correspondencia infra, revista menstrual del movimiento infrarrealista, n.º 1, octubre/noviembre.

### Como editor
- 1974 - Zarazo 0: Objeto gráfico palpable de pretensiones combustibles, n.º 0 (México, D. F., enero)

## Galería

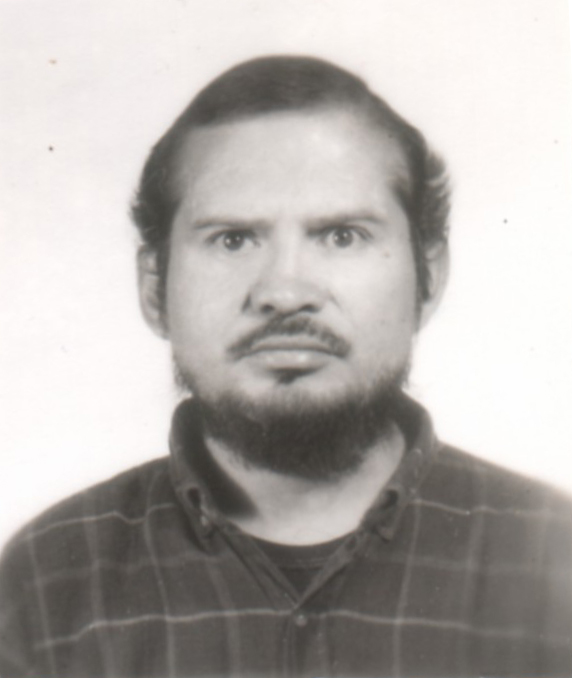
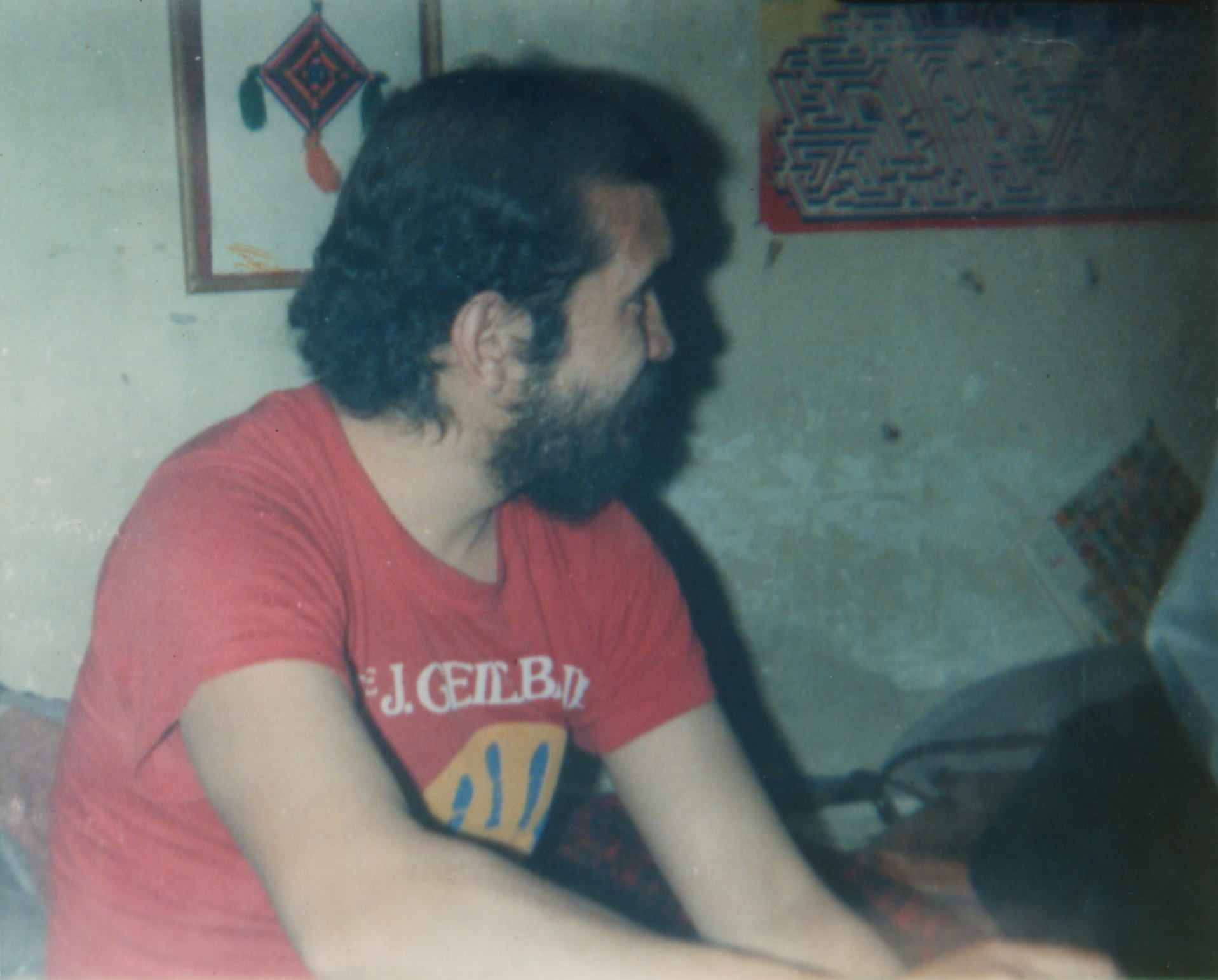
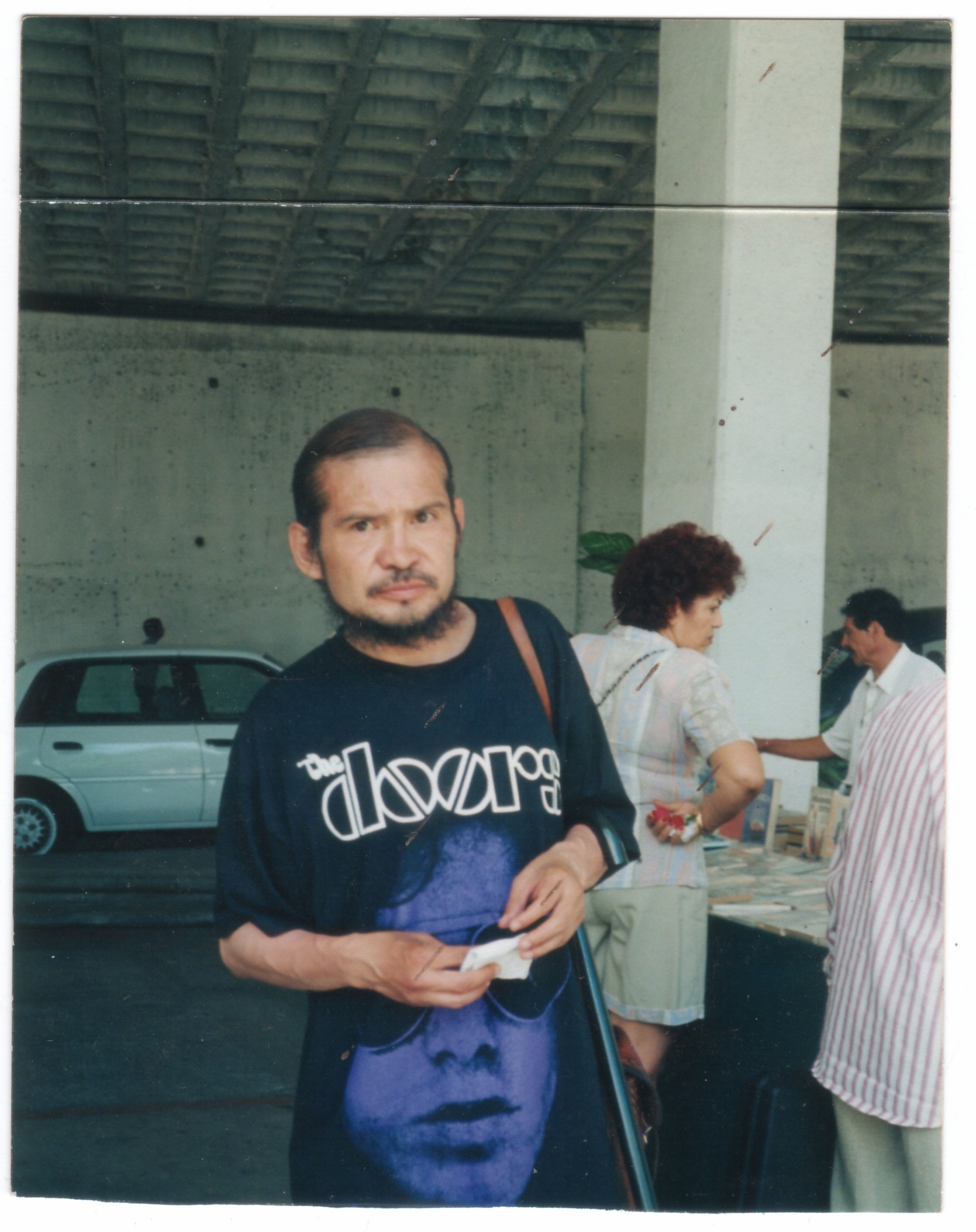
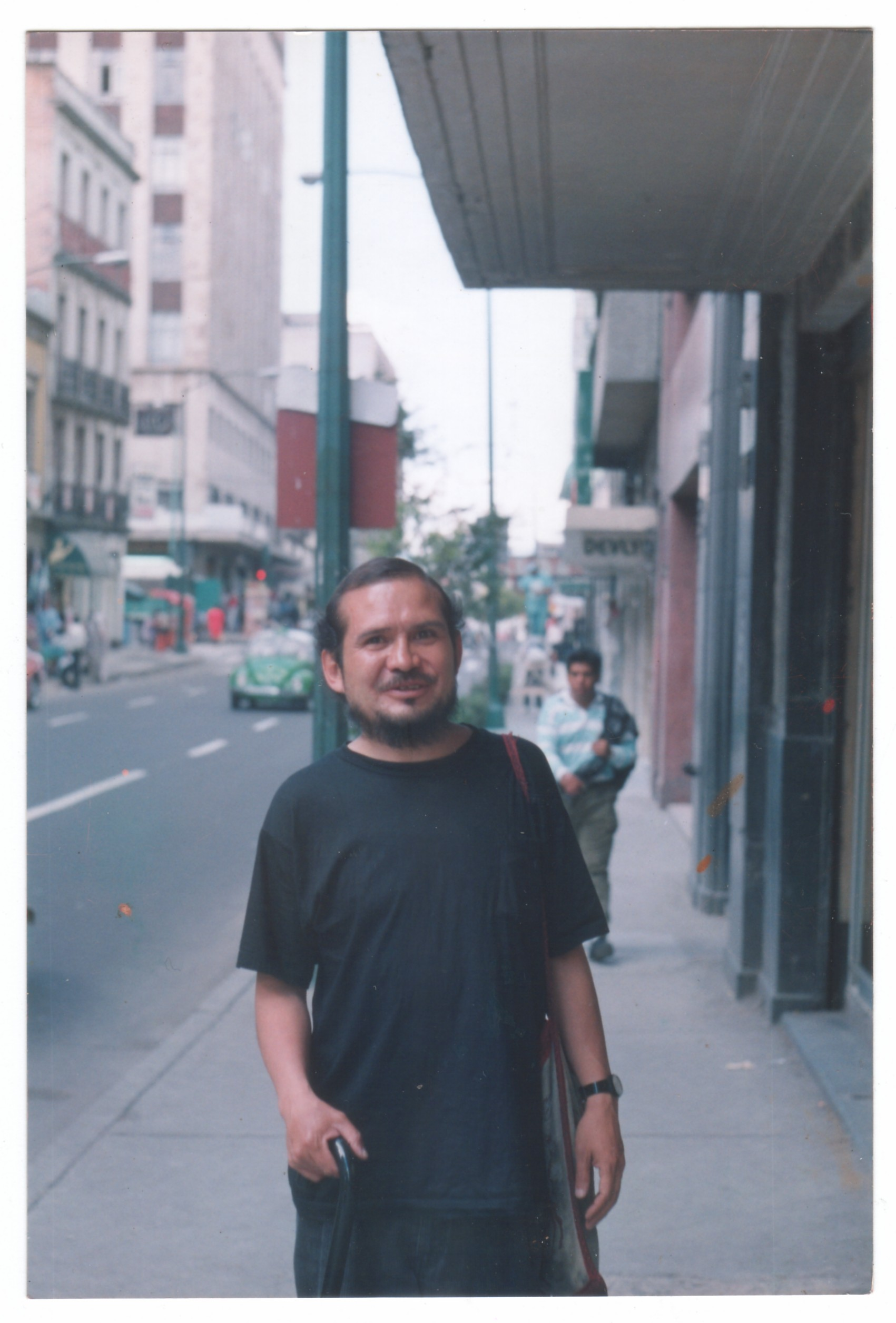
En las calles del Centro Histórico de la Ciudad de México.